# Гигерсбергер
Гигерсбергер (пол. Higersberger) — дворянский род.
Из них Андрей Гигерсбергер, Хорунжий Коронных войск, в 1763 году продал свою деревню Ожоховку в Брацлавском Воеводстве Гаспарию Доморовскому.

## Описание герба
В щите напол-разделенном, в правом, красном поле — серебряный лев вправо, а в левом, голубом — две красные перевязи, наискось к левому боку.
В навершии шлема — выходящий серебряный лев, вправо, с горным молотом в правой лапе; а по боках шлема — два черных орлиных крыла. Герб Гигерсбергер внесен в Часть 2 Гербовника дворянских родов Царства Польского, стр. 131.